# Hulupona
Les hulupones són compostos d'oxidació dels àcids beta dels llúpols.
Les hulupones un cop formades són estables durant el procés d'elaboració de cervesa i aporten amargor al producte final. Normalment es formen durant l'emmagatzematge dels llúpols en presència d'oxigen, la formació d'aquests compostos compensa la pèrdua d'amargor que es produeix també per la degradació oxidativa dels àcids alfa del llúpol. Tanmateix, alguns autors argumenten que aquestes hulupones aporten una amargor més desagradable en comparació a la desenvolupada pels àcids alfa. Així, la proporció entre àcids alfa i beta en el llúpol determinarà si en oxidar-se aquest perd una proporció alta de components amargs o no (quan hi hagi més proporció d'àcids beta, es formaran més hulupones i la pèrdua d'amargor serà menor). Les hulupones també es poden formar durant la cocció del most de cervesa i en la reutilització de llúpols en determinats procediments.
Depenent de l'àcid beta del qual derivin, les diverses hulupones seran anomenades:
- Hulupulona si deriva de la lupulona
- Cohulupulona si deriva de la colupulona
- Adhulupulona si deriva de la adlupulona